# Slovenský ráj

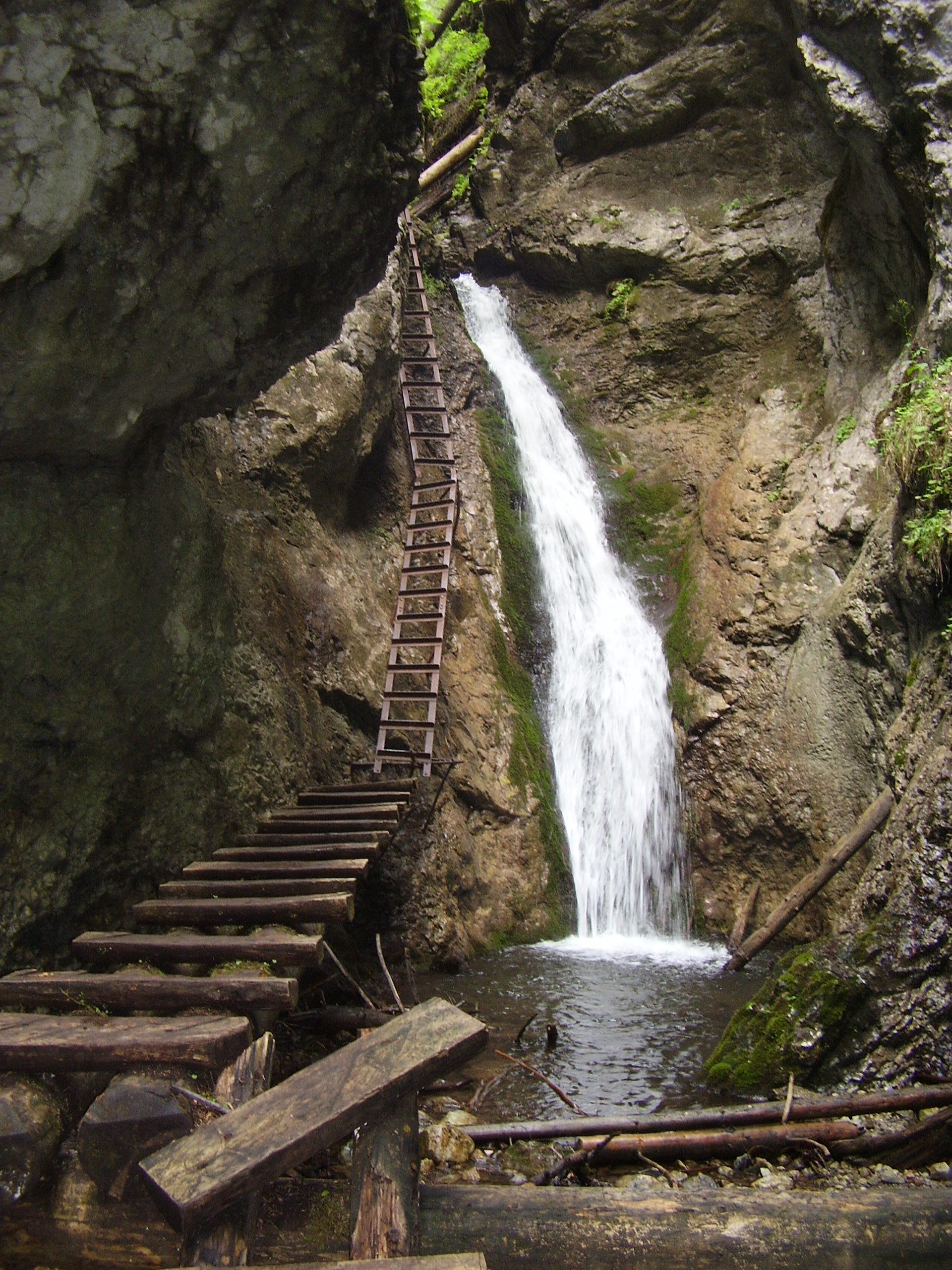
Vodopád v roklině Veľký Sokol

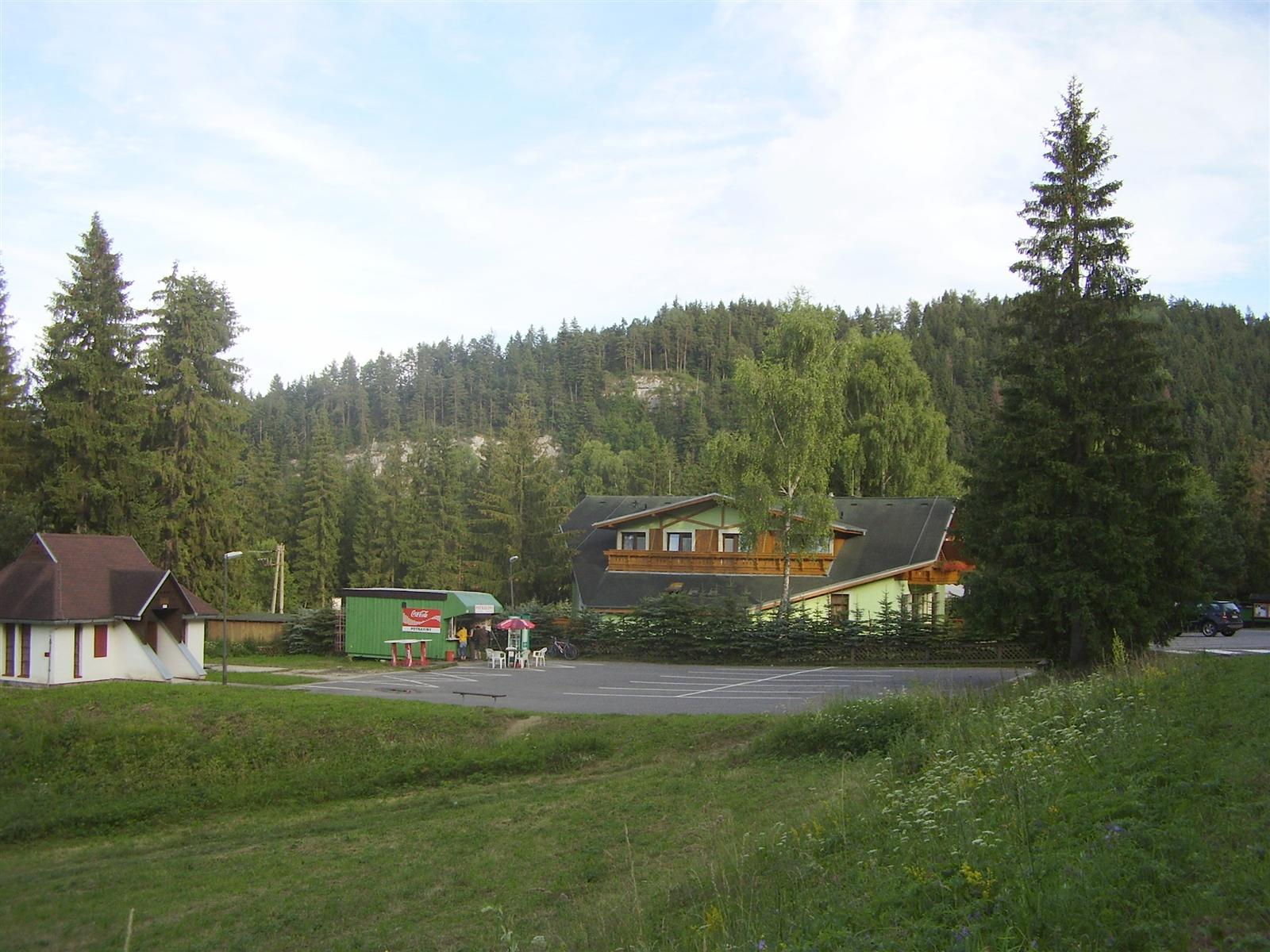
Čingov, jedno z hlavních center Slovenského ráje

Slovenský ráj je území na východním Slovensku v oblasti Spiše a Gemeru.
Území Slovenského ráje o rozloze 19 763 ha je vyhlášeno od roku 1988 za národní park. Toto území je známé svými roklinami a kaňony, které jsou zabezpečeny žebříky, stupačkami a jinými pomůckami. Téměř celou oblast Slovenského ráje pokrývají lesy – zabírají cca 90 % celkové plochy území.
Centrem tohoto regionu je město Spišská Nová Ves a hlavními turistickými centry jsou na straně severní Čingov a Podlesok a na straně jižní Dedinky, Mlynky a Dobšiná s Dobšinskou ledovou jeskyní.

## Poloha
Z geomorfologického hlediska leží v severovýchodní části Slovenského rudohoří a je součástí Spišsko-gemerského krasu. Na severu hraničí se střední částí Hornádské kotliny a na západě hraničí s východní částí Nízkých Tater. Na jihovýchodě na Slovenský Raj navazují Volovské vrchy a na jihozápadě Muráňská planina.
Značná část Slovenského ráje se nachází na území Košického kraje, jen malá část na východě leží na území Prešovského kraje a Banskobystrického kraje. Je na území okresů Spišská Nová Ves, Rožňava, Poprad a Brezno.

### Rokle Slovenského ráje
- Kláštorská roklina
- Kyseľ - přístupná po ferratě
- Veľký Kyseľ
- Malý Kyseľ
- Piecky
- Prielom Hornádu (nejdelší)
- Sokolia dolina
- Suchá Belá (nejnavštěvovanější)
- Tomášovská Belá
- Veľký Sokol

Schéma roklin Slovenského ráje. Chybí pouze Zejmarská roklina, která je na jihu NP.

- Malý Sokol (není zpřístupněný veřejnosti)
- Zejmarská roklina

### Nejvyšší vrcholy Slovenského ráje
- Ondrejisko (1270,6 m n. m.)
- Strmá prť (1197,8 m n. m.)
- Kóta n. Vyšnou záhradou (1197,2 m n. m.)
- Javorina (1185,6 m n. m.)
- Honzovské (1171,9 m n. m.)
- Remiaška (1167,6 m n. m.)
- Havrania skala (1153,5 m n. m.)
- Kóta nad Priehybou (1150,3 m n. m.)
- Duča (1141,7 m n. m.)
- Vahan (1138,7 m n. m.)
- Cigánka (1137,4 m n. m.)
- Kopanec (1270,6 m n. m.)

### Nejvyšší vodopády Slovenského ráje
- Závojový vodopád (Sokolia dolina): 75 m
- Obrovský vodopád (Kyseľ): 60 m
- Karolinyho vodopán (Kyseľ): 25 m
- Kaplnkový vodopád (Kyseľ): 15 m
- Okienkový vodopád (Suchá Belá): 15 m
- Veľký vodopád (Piecky): 12 m
- Bočný vodopád (Suchá Belá): 12 m
- Terasový vodopád (Piecky): 10 m
- Korytový vodopád (Suchá belá): 10 m